# Tosa nikki

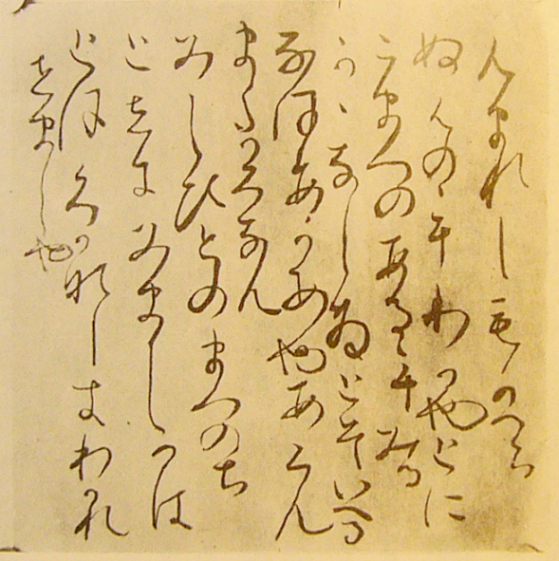
Copie du Tosa nikki par Fujiwara no Teika.

Le Tosa nikki (土佐日記, Journal de Tosa) est un « journal intime poétique » écrit de façon anonyme par le poète japonais du Xe siècle Ki no Tsurayuki (紀貫之). Le texte détaille le voyage de 55 jours (du 21ème jour du 12ème mois au 16ème jour du 2ème mois) en l'an 935 de son retour à Kyoto en provenance de la province de Tosa (aujourd’hui la préfecture de Kōchi) où Tsurayuki était gouverneur provincial. Il s'agit du premier exemple en littérature japonaise d'un journal intime considéré comme œuvre littéraire. Il est rédigé en kana, habituellement employé par les femmes de l'époque pour écrire, plutôt qu'en kanbun (chinois), que les hommes utilisent d'ordinaire pour écrire leurs journaux personnels. La fille de Ki no Tsurayuki est décédée à Tosa, et sa mort sera l'inspiration de nombreux poèmes. Il a rédigé le Tosa Nikki en kana, en se faisait passer pour une suivante du voyage, car il avait honte de montrer ses sentiments. 

## Traduction française
Ki no Tsurayuki, Le Journal de Tosa. Poèmes du Kokin-shû, présentés et trad. du japonais par René Sieffert, Publications orientalistes de France, 1993 ; rééd. Verdier, 2018.